# ルベン・グラシア・カルマチェ
カニ (Cani) ことルベン・グラシア・カルマチェ（Rubén Gracia Calmache、1981年8月3日 - ）は、スペイン・サラゴサ出身の元サッカー選手。ポジションはMF（サイドハーフ・センターハーフ）。

## 経歴

### クラブ
2002-03シーズンからレアル・サラゴサの主力として活躍していたが、2005-06シーズンの活躍は出色で、チーム内MVPといえるものだった。サラゴサではコパ・デル・レイやスーペルコパ・デ・エスパーニャ優勝の経験がある。レアル・マドリード、アトレティコ・マドリード、ビジャレアルCF、バレンシアCFからオファーがあったが、サラゴサ側がどのクラブとも合意に達しなかったため、代理人がビジャレアルCFを選択した。
2006年5月、移籍金1100万ユーロ（約15億4000万円）の5年契約でビジャレアルCFに移籍した。2006-07シーズンは、新加入選手中トップの35試合に出場して3得点5アシストを記録した。2007-08シーズンは32試合に出場し、チームはクラブ史上最高の2位に躍進したが、デビューシーズンの2001-02シーズン以来初めて無得点に終わった。2008-09シーズンの序盤は不安定であり、健康体でありながらマヌエル・ペレグリーニ監督から招集外とされることもあったが、ラスト9試合で5得点と終盤戦で力強い活躍を見せ、5位でのUEFAヨーロッパリーグ出場権獲得に貢献した。36節のレアル・マドリード戦 (3-2) 、37節のバレンシアCF戦 (3-1) 、最終節のRCDマヨルカ戦 (3-2) では3戦連続で得点した。2009年夏にはペジェグリーニ監督がレアル・マドリード監督に就任し、後任にエルネスト・バルベルデ監督が就任したが、バルベルデ監督指揮下でもレギュラーポジションを獲得した。2009-10シーズンは4-4-2フォーメーションの右サイドハーフまたは4-3-3フォーメーションのインサイドハーフで起用され、2008-09シーズンの22試合を大きく上回る35試合に出場した。
2010年2月にはバルベルデ監督が解任されてフアン・カルロス・ガリード監督が就任し、同年夏にはロベール・ピレスがビジャレアルを去ったが、カニは2010-11シーズンもチームに不可欠な選手であり続けた。2011年1月9日のレアル・マドリード戦では先制点を挙げたが、ベンチに退いてからひと悶着を起こした。レアル・マドリードのクリスティアーノ・ロナウドがハットトリックを達成した際にジョゼ・モウリーニョがビジャレアルのベンチ前までやってきて派手にゴールを祝ったため、カニは水が入ったボトルをモウリーニョに投げつけ、ベンチにいながら一発退場処分を受けた。1試合の出場停止処分を消化すると、コパ・デル・レイのセビージャFC戦 (3-3) でも得点し、さらにCAオサスナ戦 (4-2) では50m以上の距離からロングシュートを決めた。ビジャレアルはリーグ戦を4位で終えてUEFAチャンピオンズリーグ出場権を獲得した。同シーズンのUEFAヨーロッパリーグでは準決勝に進出し、FCポルトとの準決勝のホーム&アウェーそれぞれで得点したが、2試合合計4-7で敗退が決まった。
2014-15シーズンに入ると監督の構想外となり、2015年1月7日、アトレティコ・マドリードへレンタル移籍した。シーズン終了後にビジャレアルに復帰するが、構想外である状況に変わりはなかったため双方の合意の下で契約を解除し、デポルティーボ・ラ・コルーニャと1年契約を結んだ。
2016年7月31日、レアル・サラゴサに復帰。サラゴサでの2シーズン目の途中に引退を発表した。

### 代表
2006年4月、ルイス・アラゴネス監督によってスペイン代表合宿に招集されたが、試合には出場していない。

## タイトル
レアル・サラゴサ
- コパ・デル・レイ : 2003-04
- スーペルコパ・デ・エスパーニャ : 2004

## 個人成績
2011-12シーズン終了時
| クラブ       | シーズン | ディビジョン | 国内リーグ | 国内リーグ | 国内リーグ | 国内カップ | 国内カップ | 国内カップ | 欧州カップ | 欧州カップ | 欧州カップ | 合計 | 合計 | 合計     |
| クラブ       | シーズン | ディビジョン | 出場       | 得点       | アシスト   | 出場       | 得点       | アシスト   | 出場       | 得点       | アシスト   | 出場 | 得点 | アシスト |
| ------------ | -------- | ------------ | ---------- | ---------- | ---------- | ---------- | ---------- | ---------- | ---------- | ---------- | ---------- | ---- | ---- | -------- |
| サラゴサ     | 2001-02  | プリメーラ   | 1          | 0          |            |            |            |            |            |            |            |      |      |          |
| サラゴサ     | 2002-03  | セグンダ     | 24         | 5          |            |            |            |            |            |            |            |      |      |          |
| サラゴサ     | 2003-04  | プリメーラ   | 32         | 4          |            |            |            |            |            |            |            |      |      |          |
| サラゴサ     | 2004-05  | プリメーラ   | 34         | 2          |            |            |            |            |            |            |            |      |      |          |
| サラゴサ     | 2005-06  | プリメーラ   | 29         | 2          | 7          |            |            |            |            |            |            |      |      |          |
| 通算         | 通算     | 通算         | 122        | 13         |            |            |            |            |            |            |            |      |      |          |
| ビジャレアル | 2006-07  | プリメーラ   | 35         | 4          | 5          |            |            |            |            |            |            |      |      |          |
| ビジャレアル | 2007-08  | プリメーラ   | 32         | 0          | 4          |            |            |            | 5          | 1          |            |      |      |          |
| ビジャレアル | 2008-09  | プリメーラ   | 22         | 6          | 2          |            |            |            | 7          | 0          |            |      |      |          |
| ビジャレアル | 2009-10  | プリメーラ   | 35         | 2          | 3          | 3          | 0          |            | 7          | 1          |            |      |      |          |
| ビジャレアル | 2010-11  | プリメーラ   | 34         | 5          |            |            |            |            |            |            |            |      |      |          |
| ビジャレアル | 2011-12  | プリメーラ   | 29         | 0          |            |            |            |            |            |            |            |      |      |          |
| ビジャレアル | 2012-13  | セグンダ     | 0          | 0          |            |            |            |            |            |            |            |      |      |          |
| 通算         | 通算     | 通算         | 197        | 17         |            |            |            |            |            |            |            |      |      |          |